# 龔三益
龔三益（1571年—？），字仲友，號蘭谷，直隸武進縣（今江蘇省常州市武進區）人，明朝政治人物，進士出身。

## 生平
萬曆二十二年（1594年）中甲午科應天鄉試解元。萬曆二十六年戊戌科會試第七十六名，未殿试，二十九年（1601年）登辛丑科二甲第二名進士，選翰林院庶吉士，三十五年四月散館，授编修，三十七年八月与户科給事中顾士琦主考湖广乡试，四十一年十一月升右春坊右中允兼翰林院编修，晋右春坊右谕德兼翰林院侍读，四十三年八月与左中允杨守勤主考順天鄉試，四十四年八月为皇太子讲读官，四十五年六月出为湖广参政。天啓二年（1622年）賜祭葬。著有《木菴稿》。

## 家族
從曾祖龔大有。祖龔安節，庠生。父龔一夔。子龔九鼎。